# Colvillský národní les
Colvillský národní les (angl. Colville National Forest) je americký národní les ležící v severovýchodním Washingtonu. Na západě hraničí s Okanoganským národním lesem, na východě zase s národním lesem Kaniksu. Les také obsahuje národní rezervaci pro ochranu zvěře Little Pend Oreille a národní rekreační oblast Lake Roosevelt.
Les obsahuje hornatou oblast Selkirkových hor a horní tok řeky Columbie. Mezi faunu v lese patří grizzlyové, ovce tlustorohé, baribalové, vlci, pumy, orli bělohlaví, rysové, losové, bobři, potáplice a poslední zbývající stádo sobů polárních.
Les celkově zabírá plochu 4 451,5 km². Studie z roku 1993 odhaduje, že z toho zhruba 600 km² je prales. Les leží v okresech Ferry, Pend Oreille a Stevens. Sídlo správy lesa leží v Colvillu. Lesní správci mají své kanceláře také ve městech Kettle Falls, Metaline Falls, Newport a Republic.

## Další chráněná území
Národní stezka Pacific Northwest Trail prochází lesem. Vstupuje do něj na východě skrz divočinu Salmo-Priest, přetíná řeku Pend Oreille v místě Hraniční přehrady, prochází obcemi Leadpoint a Northport a po překročení pohoří Kettle Range opouští les nedaleko obce Republic.